# Joseph Heller (zoólogo)
Joseph Alexander Heller (Sídney, Australia, 10 de abril de 1941) es un zoólogo israelí experto en malacología. Es Profesor Emérito en el Departamento de Ecología, Evolución y Comportamiento en el Instituto Silberman de Ciencias de la Vida, Facultad de Ciencias Naturales, en la Universidad Hebrea de Jerusalén.

## Biografía
Emigró a Israel en 1949. Es Licenciado en Ciencias Naturales: Zoología y Microbiología (en 1965), Máster en Zoología (1968) y se doctoró en 1972 en la Universidad Hebrea de Jerusalén. Su tesis doctoral se titula Estudios sobre la distribución sistemática y la ecología de los caracoles terrestres Buliminus en Israel.
Fue científico visitante en las universidades de Liverpool, Bristol, Ciudad del Cabo y Stony Brook.
Ha publicado cuatro libros y más de 100 artículos. Sus libros fueron los primeros acerca de los caracoles terrestres y de los moluscos marítimos de Israel.

## Áreas de investigación
Sus investigaciones principales se enfocan en taxonomía, biogeografía y biologíade la Reproducción de gasterópodos de Israel, y en general historia natural de gasterópodos terrestres y acuáticos, recientes y fósiles, en temas tales como resistencia al calor y a la desecación. Como resultado de la investigación se desarrolla una nueva metodología para modelos de respuesta de fauna a cambios de clima. Heller desarrolló y fijó prioridades para la planificación de la conservación de la fauna invertebrada terrestre.

## Actividades académicas
Desde 1979, ha fungido como comisariado artístico académico de la Colección Nacional de Moluscos en la Universidad Hebrea de Jerusalén. Participa en la Comisión de Terminología Hebrea en Zoología y Biología de la Academia del Idioma Hebreo, y es miembro del Comité de Fauna de la Academia Israelí de Ciencias y Humanidades.
Como científico veterano, fue redactor jefe de la Revista Israelí de Zoología (The Israel Journal of Zoology) en 1989-1990. Durante su carrera en la Universidad Hebrea de Jerusalén, Heller fue director del Departamento de Zoología. Por su investigación, por sus años de actividad en la comunidad científica y por su contribución a la educación científica en Israel, Heller fue galardonado en 2010 como Miembro Honorario de la Sociedad Zoológica de Israel.

## Publicaciones notables
- Heller, Joseph (1984). «Shell colours of desert landsnails». Malacologia 25: 355-359.
- Heller, Joseph; U. N. Safriel (1993). «Setting priorities for the conservation of land snail faunas».  En A.C. Van Bruggen & S. Wells, ed. Biodiversity and Conservation of the Mollusca. Leiden: E. J. Brill. ISBN 9073348471.
- Heller, Joseph (1993). Land Snails of the Land of Israel, Natural History and a field guide. Ministry of Defence. OCLC 67380982. (in Hebrew). English edition published by Pensoft in 2009 ISBN 978-954-642-510-2.
- Heller, Joseph (2001). «Near East ecosystems, animal diversity».  En S.A. Levin, ed. Encyclopedia of Biodiversity, 4. San Diego: Academic Press. pp. 329-352. ISBN 978-0-08-091782-5.
- Heller, Joseph (2007). «A historic biogeography of the aquatic fauna of the Levant». Biological Journal of the Linnean Society 92: 625-639. doi:10.1111/j.1095-8312.2007.00850.x.
- Heller, Joseph (2011). Marine Molluscs of the Land of Israel - A Natural History (en hebrew). Tzora: Alon-Sefer. ISBN 9789659097692.
- Heller, Joseph (2015). Sea Snails - A Natural History. Illustrator: Kurz Tuvia (en inglés). Switzerland: Springer International Publishing. ISBN 9783319154510.